# 劉璉 (洪武)
劉璉（1347年—1379年），字孟藻，浙江青田（今文成縣）人，祖籍陝西保安（志丹），明朝开国元勋刘基长子。

## 生平
其有文采。洪武十年为考功监丞，兼试监察御史。后出任江西布政司右参政。朱元璋本想重用，但是被胡惟庸党所胁，堕井而亡。

## 著作
留世《自怡集》。

## 家庭
有子劉畾，继承爵位。